# Monte Rundle
El monte Rundle es una montaña de  Canadá en el Parque nacional Banff que preside el paisaje de las ciudades de Banff y Canmore, en el estado de Alberta. El nombre Cree era Waskahigan Watchi o Montaña Casa. En 1858 John Palliser le dio el nuevo nombre en homenaje al Reverendo metodista Robert Rundle,  invitado por la Hudson's Bay Company para trabajar como misionero en el oeste de Canadá en la década de 1840. Es recordado por su desarrollo de una traducción silábica de la lengua Cree para poder ponerla por escrito. Visitó a los Stoney-Nakoda de la región de lo que ahora se llama Monte Rundle en 1844 y en 1847.
Se puede considerar al monte Rundle como una pequeña cordillera ya que se extiende sobre unos 12 km, en la parte sur de la Trans-Canada Highway hacia el Este desde Banff hacia Canmore con siete picos distintos a lo largo. El tercer pico hacia el sudeste de Banff es el más alto con 2.949 m.

## Geología

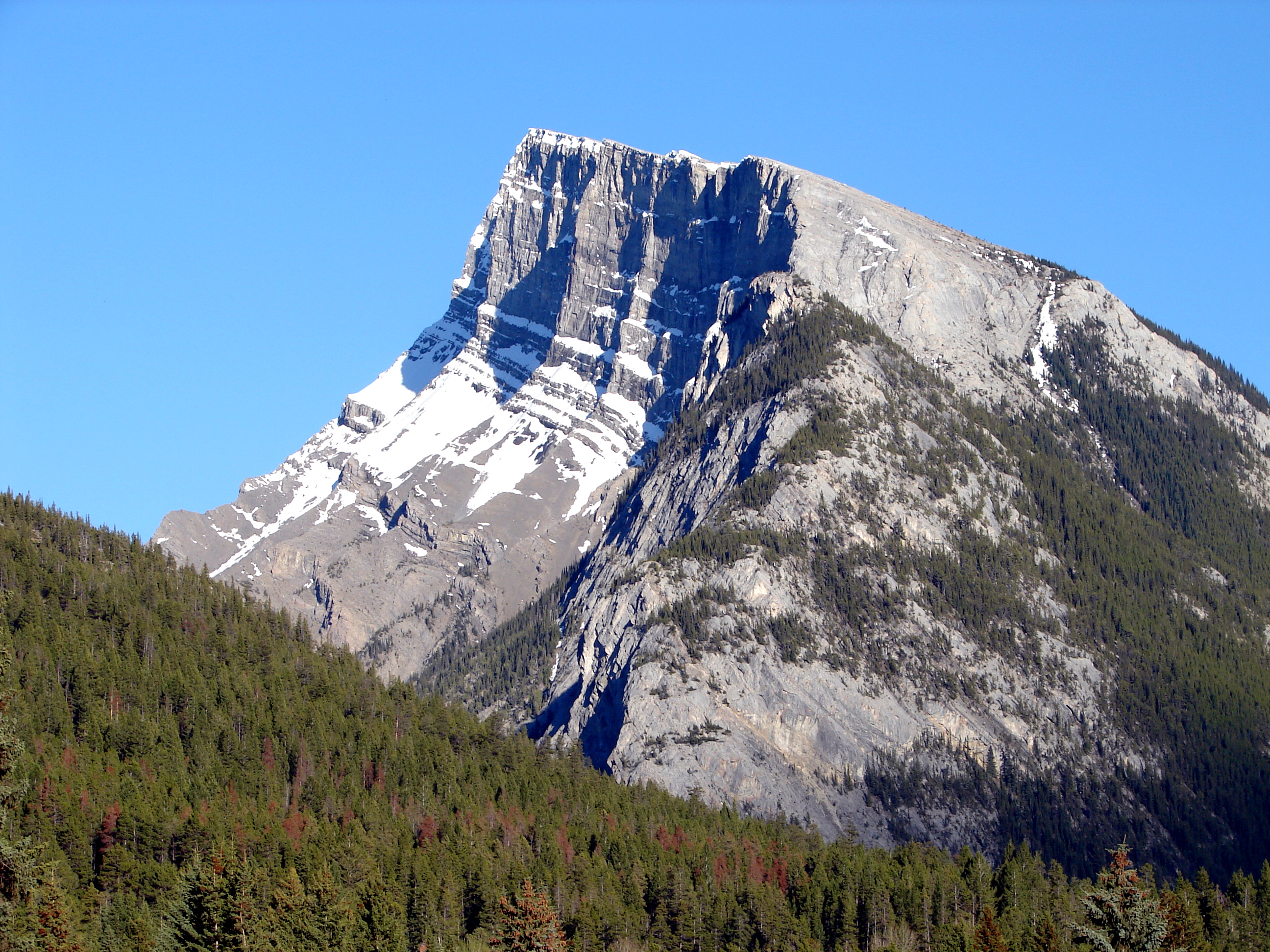
Monte Rundle, Banff, Alberta.

El monte Rundle está formado por piedra caliza, calizas dolomíticas, dolomías y lutitas de edad paleozoica (Devónico tardío a Mississippio). En orden ascendente, pertenecen a las formaciones Palliser, Exshaw y Banff, encabezadas por el Grupo Rundle, que recibió su nombre de la montaña y fue definido en 1953 por el galardonado geólogo canadiense R. J. W. Douglas (1920-1979).